# La Noblesse d'État
La Noblesse d’État. Grandes écoles et esprit de corps est un livre du sociologue français Pierre Bourdieu paru en 1989.

## Résumé
L'ouvrage est le résultat d'une enquête sociologique d'ampleur portant sur la sociologie des Grandes écoles françaises. Son enquête est permise par la collecte de statistiques issues de questionnaires distribués dans les Grandes écoles étudiées et de données obtenues de manière non révélée.
Pierre Bourdieu égalise le statut social des diplômés de ces Grandes écoles, qui travaillent ensuite au service de l’État comme hauts fonctionnaires, à celui de la noblesse française d'Ancien Régime. Il les qualifie par conséquent de « noblesse d’État ».

## Postérité

### Expression de noblesse d’État
L'expression de « noblesse d’État » acquiert une certaine notoriété à la suite de la publication du livre. Elle est notamment réutilisée pour décrire certains des présidents de la République ultérieurs. Et elle est utilisée dans des études sociologiques relatives à la gouvernance de certains pays (dont par exemple la Turquie et la Chine),.

### Critiques subséquentes
Fin 2021, Vincent Jauvert, dans son ouvrage  La Mafia d’Etat  (Le Seuil, novembre 2021), reprend le concept de noblesse d’État et observe, en citant de nombreux exemples, comment subsiste, s'auto-entretient et évolue la caste constitués d'au moins une centaine de très hauts fonctionnaires, devenus acteurs majeurs et incontournables des très grandes entreprises publiques et privées : de hauts fonctionnaires (énarques, inspecteurs des finances, polytechniciens et membres d'autres Grand corps de l'État) se cooptant dans les conseils d'administration d'une grande partie des très grands groupes privés, d'anciennes entreprises d’État privatisées, pantouflant et occupant des postes clés (parmi les plus "hauts" et les plus lucratifs) au sein de l'Etat et également en politique parfois. 